# Pfingstknechte
Le défilé des Pfingstknechte  est une très ancienne coutume alsacienne, aujourd'hui presque éteinte. Le cortège regroupait à l'origine les valets de ferme, puis avec la disparition de cette profession les jeunes garçons du village. Le jour de la Pentecôte, les Pfingsknechte (terme alsacien qui signifie valets de la Pentecôte) défilaient dans les rues des villages et s'arrêtaient à chaque maison pour quémander de la nourriture en vue d'un grand festin pour célébrer le retour des longs jours ensoleillés et la générosité de la nature.

## Diversité de la coutume
La dénomination du personnage principal varie selon les contrées d'Alsace mais reste liée à la Pentecôte (d'Pfingst en alsacien). C'est une figure masquée tantôt lourde, tantôt chétive :
- Pfingsknettel, Pfingstklotz : Knettel et Klotz veulent dire gourdin, gros bâton, souche ou rondin de bois ; métaphore du lourdeau.

- Pfingstbutz : Butz est un masque ou un mannequin.

- Pfingstpflitteri : en Haute-Alsace, le Pflitteri est un homme sans force, un être maladif

- Le Pfingstbutz de Marckolsheim ou de Baldenheim s'appelle aussi Schneckebeller, l'aboyeur contre les escargots. Sa présence chasse les nuisibles qui s'attaquent à l'épanouissement des végétaux.

- À Pfaffenheim, mais aussi dans des villages du vignoble comme Orschwihr et Bergholtzzell ou de la plaine comme Andolsheim, Sundhouse et Sainte-Croix-en-Plaine, le défilé est lié à des rites liés à la pluie fertilisatrice. Le Pfingstpflitteri de Pfaffenheim défile à dos d'âne. Il s'arrête pour haranguer la foule. Mais, il est interrompu dans son discours en étant jeté dans l'eau d'une fontaine. Il sort de l'eau et asperge la foule. Ailleurs, les branches de l'arbre de Mai sont trempées dans l'eau et secouées sur les passants.

- À Friesenheim, Herbsheim, Soufflenheim, le Pfingstbutz est un personnage au visage noirci de suie. Il est couronné d'une botte d'orge immature ; la Kornbusche. Il est précédé d'un garçon qui fait claquer son fouet et suivi par d'autres qui récitent des vers afin de recevoir de la nourriture.

## LesPfingstknechted'Alteckendorf

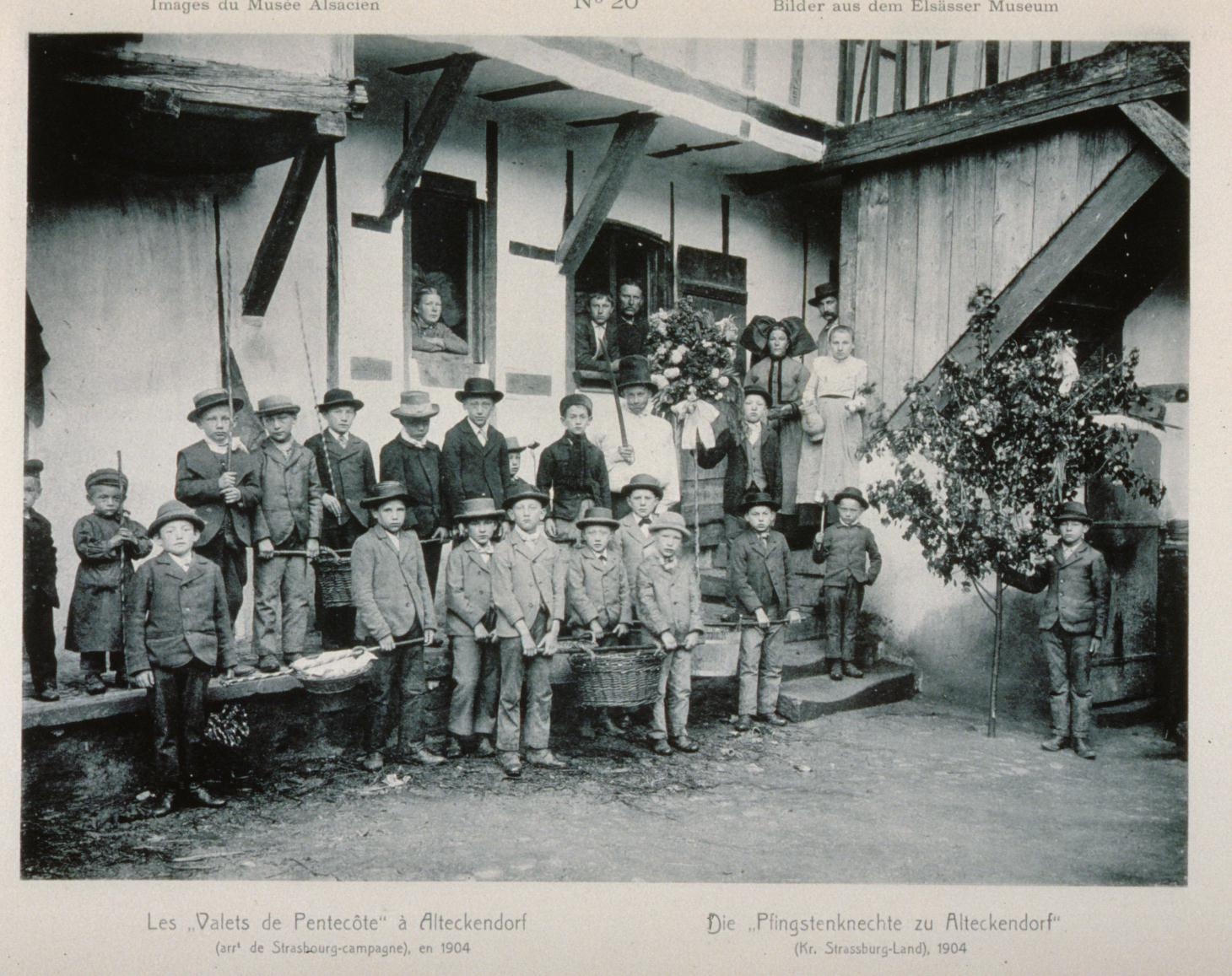
Les « Valets de Pentecôte » à Alteckendorf en 1904 dans Images du Musée Alsacien de Strasbourg, photographie conservée à la BNU de Strasbourg.

Jusqu'au début des années 1930 se rassemblaient de bon matin, le lundi de Pentecôte, les jeunes garçons d'Alteckendorf dans le but de défiler dans les rues pour quêter de porte en porte des offrandes de nourriture.
L'un d'entre eux, le Pfingstenklotz était déguisé en militaire obèse et maniait un sabre en bois. Son costume tout rapiécié de vieux morceaux de tissu était bourré de paille et son visage noirci de suie. Un chapeau haut de forme lui servait de couvre-chef. Un autre garçon arborait un arbre de Mai décoré de fleurs et de bandelettes de tissu. Un troisième, portait un bâton sculpté de spirales où était noué par une grande étoffe un magistral bouquet de fleurs. Ce bouquet avait pour nom le Gosse. Les autres garçons du cortège portaient des corbeilles remplies de paille et d'autres des tiges en fer.

### Paroles du porteur du Gosse
« Do kumme die Orme Pfingsdeknacht
Sie welle han des Pfingschdracht
So loje an die Stange
Wo die lange Brotwirscht hange
Die eint zu gross, die ander zu klein
Gan mir liewer zwei fer ein
Zwei Duzed Eier, drey Pfund Spack
Von de Mohre Sitt ewag
Drey Mase Wyn
No welle mer alli luschdi und zefrede sinn. »

Traduction en français : Voici que viennent les pauvres valets de la Pentecôte, ils veulent avoir leurs dons de la Pentecôte, ils regardent leurs tiges, où pendent les longues saucisses, l'une est trop grande, l'autre trop petite, donnez m'en plutôt deux qu'une, deux douzaine d'œufs, trois livres de lard coupé du flanc de la truie, trois mesures de vin, ainsi nous serons tous joyeux et satisfaits.

### Paroles du porteur de l'arbre de Mai
« Un wer des Pfingschdracht nett gitt
Der isch des Kaisers Frind au nitt. »

Traduction : Et celui qui ne s'acquitte pas de son don de la Pentecôte, il n'est point l'ami de l'Empereur.

### Paroles du Pfingstenklotz
« Un wann mer de alde Geisbock metze
Bekomme ihr e Stick vom Hingerdähl. »

Traduction : Et quand nous tuerons le vieux bouc, vous recevrez un morceau de son postérieur.

## LesPfingstknechted'Imbsheim
Jusque vers 1890, se déroulait à Imbsheim (commune de Bouxwiller) un cortège de quatre groupes. Chaque groupe représentait les gardiens des quatre espèces d'animaux domestiques élevés dans le village ; chevaux, bœufs, vaches et chèvres. Chaque groupe était conduit par un Pfingstknettel (Gourdin de Pentecôte). Il était masqué et portait un chapeau à huit cornes décoré de fleurs. Il était aussi revêtu d'une chemise blanche rembourrée de paille et couverte de verdure. Le premier des Pfingsknettel montait un cheval, le deuxième un bœuf, le troisième une vache et le quatrième accompagnait une chèvre. De plus chaque Pfingsknettel détenait dans une main une tabatière et dans l'autre une grande cuillère en bois pour défendre son précieux tabac. Chaque  Pfingsknettel était assisté par quatre maîtres en uniforme militaire avec un sabre et de plusieurs valets dont un porteur de Maie (arbre de mai). Le cortège défilait dans les rues d'Imbsheim et récoltait des cadeaux en récitant une imprécation en alsacien : 

« Voici qu'arrivent les valets de Pentecôte, ils réclament le tribut de Pentecôte. Le Pfingsknettel s'est empiffré de pois secs, il a oublié les chevaux à l'écurie. Donnez-moi un œuf ou deux, ou un morceau de lard coupé au flanc de la truie, pour mettre dans notre sac, ou une demi-mesure de vin, et nous serons contents. Des œufs ! Sinon nous lançons des pierres dans la maison. »